# Electronic Arts
Az Electronic Arts (Nasdaq: ERTS) a videójáték-ipar egyik vezető fejlesztő és kiadó cége. 1982-ben alapította Trip Hawkins. Videójátékokat kiadó cégként 4,5 milliárd USA dolláros éves forgalmával a legnagyobbnak számít. Az EA sikere az évek során kiadott számos sikeres játékán alapult.

## Története
Az Electronic Arts-ot Trip Hawkins alapította, miután megvált korábbi munkahelyétől, az Apple Computertől, ahol mint stratégiai és marketing-igazgató dolgozott. Hawkins 1982 nyarán alapította a vállalatot 200.000 USA dollárral. Az általa újonnan alapított vállalat neve: Amazin' Software lett.
1982 szeptemberére a kezdő csapat már összeállt. Az eredeti tagok:
- Rich Melmon, kereskedelmi és marketing-igazgató (korábban a helyi PR ügynökség elnöke)
- Dave Evans, producer (korábban marketing-igazgató az Applenél)
- Pat Marriott, producer (korábban marketing-igazgató az Applenél)
- Joe Ybarra, producer (korábban producer az Applenél)
- Jeff Burton, értékesítés (korábban értékesítési igazgató az Atarinál)
- Bing Gordon, marketing (korábban kimutatásokat végző szakember egy cégnél Ogilvy and Mather)
- Stephanie Barrett, adminisztrátor

Hawkins üzleti tervét 7 év tervezés után, 1982 októberében véglegesítette, és novemberben már a saját irodájában volt. Az első irodája, egy a San Franciscó-i nemzetközi repülőtér leszállópályájára néző épületben volt. Karácsonyra még négy embert szerzett a csapatba:
- Tim Mott, VP Technology (korábban a Xerox PARC menedzsere)
- Dave Maynard, mérnök (korábban a Xerox PARC munkatársa)
- Steve Hayes, mérnök (korábban a Xerox PARC munkatársa)
- Stewart Bonn, producer (korábban eladó)

Más munkavállalók: Nancy Fong, aki 1983 márciusában csatlakozott a művészeti osztályhoz.
A többi alapító egyáltalán nem kedvelte az Amazin' Software nevet, ezért 1983 októberében egy megbeszélést szerveztek, hogy jobb nevet találjanak a cégnek. Az üzleti tervben a „SoftArt” név szerepelt javaslatként. Ez a név azt volt hivatott jelenteni, hogy a cég által fejlesztett szoftver egy új művészeti ág. A Software Arts nevű cég – az egykor nagy sikerű VisiCalc táblázatkezelő alkotói – azonban nem engedélyezték számukra az övékhez ennyire hasonlóan csengő név használatát, pedig az ötlet valamennyi résztvevőnek tetszett.
Ekkor Gordon felvetette az „Electronic Artists” nevet, adózva ezzel a United Artists filmvállalatnak. De Steve Hayes ellenezte: „Mi nem vagyunk művészek, ők azok…”. Ez alatt azt értette, hogy nem az EA, hanem az általa kiadott játékok fejlesztői a művészek. Végül Tim Mott volt az, aki az Electronic Arts nevet javasolta mely mindenkinek tetszett és amelyet valamennyien elfogadtak.
Az 1982-es üzleti terv értelmében, az EA eredeti üzleti céljai közül az egyik az volt, hogy körülbelül 6 év alatt milliárdos vállalattá nője ki magát. A másik cél „olyan szoftverek készítése személyi számítógépre, melyek önmagukban is értékesek”. Abban az időben az Electronic Arts volt a 136. játékkiadó vállalat az USA-ban, de az első, amelyik elérte a milliárdos nagyságrendet (és már 12 éve folyamatosan tartja).
Már a kezdeti időktől jellemző volt rájuk, hogy fejlesztőinek nevét feltüntették termékeiken. Az EA volt az első videójáték-kiadó, mely úgy bánt a fejlesztőivel, mint a rocksztárokkal, abban az iparban, mely a fejlesztőket azelőtt leginkább gyári munkásokként kezelte. Ez a jellemvonásuk a későbbiek során tovább erősödött az EA csomagolásával, mely a késői 1980-as-1990-es évek zenei albumainak borítójára hasonlított. Az EA fejlesztőire rendszeresen „művészekként” utalt, és fényképeiket is megmutatta teljes oldalas reklámjaikban és a játékok csomagolásán. Az EA bőségesen meg is osztotta bevételeit a fejlesztőkkel, mely az ő vonzerejüket is növelte az iparon belül. Az újfajta bánásmód miatt az EA könnyedén szerezhetett jobbnál jobb fejlesztőket.
1983 májusában az EA a következő játékokkal mutatkozott be:
- Hard Hat Mack az Atari 800-hoz és az Apple II-hez
- Archon Atari 800-hoz
- Pinball Construction Set az Atari 800-hoz és Apple II-hez
- Worms az Atari 800-hoz
- M.U.L.E. az Atari 800-hoz

Az Archon, a Pinball Construction Set, a Worms, a M.U.L.E. még manapság is figyelemreméltó mérföldkövek a videójátékok történetében.
Később, a nagyon jó személyi számítógépeknek köszönhetően az Electronic Arts kiadta a termékeit személyi számítógépekre is, úgy mint konzolra. Trip Hawkins otthagyta a céget és megalapította a mára már eltűnt 3DO vállalatot.
Noha a Szilícium-völgyben kezdte, az EA központja ma Dél-Kaliforniában van.
Az Electronic Arts legújabb üzletpolitikája szerint 2011 február-márciusától, 20 millió főt meg nem haladó országok részére nem végez honosítást, kivéve a már megjelent videójátékok kiegészítőit. De egy videójáték-sorozat folytatásaihoz már nem köteles elkészíteni és finanszírozni a fordítást. A különböző videójátékokhoz különféle fordítócsapatok alakultak világszerte (pontosabban a 20 millió fő alatti országokban). [forrás?]

## Az EA által publikált jelentős játékok
Számos, leginkább figyelemre méltó és népszerű videójátékot publikált az EA. Ezek közül néhány megtalálható az alábbi listán. Az, hogy az EA jelentette meg ezeket, nem jelenti azt, hogy mindet ők fejlesztették; nagyon sok közülük független játékfejlesztő stúdiók termékei.

### Korai időszak
- Pinball Construction Set (1982)
- Archon (1983)
- M.U.L.E. (1983)
- One on One: Dr. J vs. Larry Bird (1983)
- The Seven Cities of Gold (1984)
- Skyfox (1984)
- The Bard's Tale (1985)
- Mail Order Monsters (1985)
- Adventure Construction Set (1985)
- SimCity sorozat (1991)
- Racing Destruction Set (1985)
- Populous (1989)
- Starflight (1989)

### Jelenlegi időszak
- Black & White
- Command & Conquer – eredetileg a Westwood-tól később megvásárolta az EA (összes C&C a C&C Red Alert 2 után)
- Madden NFL (1993-napjainkig)
- Need for Speed (1994-napjainkig)
- Ultima Online (1997)
- Populous: The Beginning (1999), Bullfrog által
- Medal of Honor (1999-napjainkig)
- The Sims (2000–2004)
- Battlefield 1942 (2002)
- Battlefield Vietnam (2003)
- Everything or Nothing (2004)
- The Sims 2 (2004–2009)
- The Sims Kertvárosi Krónikák (2007–2008)
- FIFA (1993-napjainkig)
- NBA (1998-napjainkig)
- NHL (1998-napjainkig)
- Spore (2008-napjainkig)
- Mirror’s Edge (2008)
- The Sims 3 (2009–2013)
- Battlefield 3 (2011-napjainkig)
- Medal of Honor Warfighter (2012-napjainkig)
- Crysis 3 (2013-napjainkig)
- Battlefield 4 (2013-napjainkig)
- The Sims 4 (2014–napjainkig)
- Star Wars Battlefront (2015)
- Need for Speed (2015)
- Battlefield 1 (2016)
- Star Wars Battlefront II (2017)
- Battlefield V (2018)
- Apex Legends (2019)
- Star Wars Jedi: Fallen Order (2019)
- Star Wars: Squadrons (2020)
- Battlefield 2042 (2021)
- Star Wars Jedi: Survivor (2023)

## Stúdiók

### Jelenlegi stúdiók
- EA Redwood Shores Redwood City-ben, Kalifornia, 1998-ban alapítva
- EA Canada Vancouverben – korábban Distinctive Software, 1991-ben vásárolták fel
- EA Montréal Montréalban, Québec – 2003 augusztusában alapították
- EA Tiburon Orlanóban, Florida – korábban Tiburon Entertainment, 1998-ban vásárolták fel
- EA Los Angeles Los Angeles-ben, Kalifornia – korábban Dreamworks Interactive, 2000-ben vásárolták fel
- EA Black Box in Vancouverben – korábban Black Box Games, 2002-ben vásárolták fel
- EA UK Surrey-ben, England
- EA Chicago Hoffman Estatesben, Illinois – korábban NuFX, Inc, 2003-ban vásárolták fel
- EA Digital Illusions Creative Entertainment Stockholmban, Svédország – 2006-ban vásárolták fel
- Codemasters – Banbury, Egyesült Királyság, 2021-ben vásárolták fel
  - Slightly Mad Studios – London, Egyesült Királyság

### Korábbi stúdiók
- Az eredeti központ San Mateo, Kalifornia – innen költöztek Redwood Citybe 1998-ban
- Origin Systems Austin, Texas-ban – 1992-ben vásárolták fel, 2004-ben bezárták
- Bullfrog Productions Surrey-ben, England – 1995-ben vásárolták fel
- EA Baltimore Baltimore-ban, Maryland – 1996-ban alapították az Origin részeként, 2000-ben zárt be
- EA Seattle Seattle-ben, Washington – korábban Manley & Associates, 1996-ban vásárolták fel, 2002-ben zárt be
- Maxis Walnut Creekben (Kalifornia) – 1997-ben vásárolták fel, 2004-ben zárták be (elköltözött)
- Westwood Studios Las Vegasban – 1998-ban vásárolták fel, 2003-ban zárták be
- EA Pacific in Irvine, Kalifornia – korábban a Westwood része, 2003-ban zárták be

## Védjegyek
Manapság az EA számos védjeggyel operál. Ezek:
- EA: minden nem-sport játék
- EA Sports: sportszimulátorok
- EA Sports Big: extrém sportjátékok
- Pogo.com: online játékok weboldal, számos EA védjegyes kapcsolt áruval

Az EA egybeolvadt, vagy megvásárolt számos más fejlesztőt, beleértve a Westwood Studiost (a Command & Conquer készítője) és a Maxist, amellyel együtt a The Sims, SimCity és aTheme Park is a tulajdonába került.
Az EA is működtet az AOL-on keresztül különféle játékcsatornákat.

## Érdekességek
Az EA klasszikus Derékszög/Kör/Háromszög egyesített jelét Barry Deutsch, a Steinhilber Deutsch and Gard design cég munkatársa tervezte. A 3 alakzat az alapvető „grafikai abc”-t jelenti. A kép raszteresítve van, ezzel a technológiára utal.
Sok vásárló összetévesztette a derékszög/kör/háromszög logót, s azt gondolta, hogy „EOA”-t jelent. Úgy gondolták, hogy az „E” az „Electronic”-ra utal és az „A” az „Arts”-ra. Az „O”-ra vonatkozóan nem volt ötletük, leszámítva egy-két esetet, amikor az „o”-t az „Electronic”-ban található „o”-nak tartották.
Nancy Fong és Bing Gordon ötlete volt, hogy ezt a formát rejtsék el a játékok dobozain. Az ötletet a városi legenda adta, mely a Playboy magazin nyuszijainak elhelyezkedésére próbál magyarázatot adni. 

## Kritikák
Az EA-t néha kritizálják, mert „olyan mint a Microsoft, csak a játékiparban”, kifejezetten amiatt, mert önös érdekből megvásárol kisebb fejlesztői stúdiókat, hogy a fejlesztőket run-of-the-mill típusú programok megírására kényszerítse. Például az Origin Ultima VIII: Pagan és az Ultima IX: Ascension termékeit az EA saját termékként mutatta be, és ezt a kettőt tartják a sorozatban a legrosszabbaknak, amikkel a piac alsó szegmensét célozták meg. Richard Garriott, az Ultima sorozat elindítója egyáltalán nem kedvelte az EA-t, a korábbi Ultima részekben az EA-t bíráló utalásokat helyezett el. Általánosságban, az utóbbi Ultima részek „nem az eredeti megoldásaikról” híresek.
Az EA-t kritizálták a munkavállalóival szemben támasztott követelményeiért is. Szokatlanul hosszú munkaideje van az EA dolgozóinak, 85 óra/hét, ez általános szabály és ez a megszorítás nem csak akkor érvényes, amikor egy termék kiadására készülnek és a stabilitás megköveteli a nagyobb tempót.”. A cég 2004 végén, dacolva a munkavállalók csoportos perével, nem fizette ki a túlóráért járó összeget.
A cég számos termékét freemium modellben, online felületen üzemelteti. 2015. április 15-én négy játék, a  Battlefield Heroes, a Battlefield Play4Free, a Need for Speed World és a FIFA World leállítását jelentették be, a megváltozott felhasználói szokásokkal és az ebből következő veszteséggel magyarázva azt. A lépés a játékok elkötelezett felhasználói között felháborodást váltott ki.